# 1949 en aéronautique
Chronologie de l'aéronautique
- 1945
- 1946
- 1947
- 1948
- 1949
- 1950
- 1951
- 1952
- 1953

Cet article présente les faits marquants de l'année 1949 en aéronautique.

## Évènements

### Janvier
- 26 janvier : premier vol d’un appareil de la société de navigation aérienne Garuda Indonesian Airways[1]. Elle se substitue en Indonésie à la KLM mais dépend de l’étranger pour le matériel et pour le personnel.

### Février
- 23 février : création de la Société internationale de télécommunication aéronautique.
- 15 février : premier vol de l'avion de transport Breguet Deux-Ponts.
- 26 février - 2 mars : James Gallagher et son équipage réussissent le premier vol autour du monde sans escale à bord du Lucky Lady II, un bombardier Boeing B-50A ; au cours du vol, l'avion est ravitaillé 4 fois et parcourt 37 452 km en 94 h.

### Mars
- 1er mars : premier vol du chasseur Ouragan 450, premier avion à réaction construit par Dassault.
- 7 mars : premier vol commercial passager de la compagnie Allegheny Airlines, future US Airways.
- 12 mars : premier vol de l'avion léger SNCAC NC.856 Norvigie.

### Avril
- 2 avril : Premier vol de l’avion de ligne français SNCASE SE.2010 Armagnac.
- 21 avril : à Blagnac, Jean Gonord signe le premier vol sur un appareil propulsé uniquement par statoréacteur : le Leduc 010.
- 26 avril : le record du monde d'endurance en avion est battu par les américains Bill Daris et Dick Reidel à bord d'un Aeronca Chief baptisé Sunkist Lady. Le record s'établir à 1 008 h, soit 42 jours et deux minutes. Le ravitaillement est effectué par une jeep roulant à pleine vitesse sous l'appareil[2].
- 29 avril : ouverture du Salon du Bourget. Il ferme ses portes le 15 mai.

### Mai
- 9 mai : premier vol du prototype Republic XF-91 Thunderceptor.
- 12 mai : fin du pont aérien sur Berlin. 277 728 vols assurent depuis janvier la livraison de 2 500 tonnes de vivres et de médicaments par jour. Devant l'efficacité de ce pont aérien, les Soviétiques lèvent le blocus terrestre ce 12 mai. Les négociations s'engagent alors qui mèneront à la partition de l'Allemagne en deux États (7 octobre 1949).
- 13 mai : premier vol du bombardier lourd à réaction English Electric Canberra.
- 14 mai : création de la compagnie aérienne Aerolineas Argentinas.
- 21 mai : le record du monde d'altitude en hélicoptère est battu par un Sikorsky S-52 avec près de 6 500 m.

### Juin
- 24 juin : premier vol du Brochet MB-60 Barbastrelle.

### Juillet
- 2 juillet : Le Douglas DC-3 de la MacRobertson Miller Airlines  s'écrase en Australie tuant les 18 personnes à bord.
- 27 juillet : premier vol du De Havilland DH.106 Comet, premier appareil à réaction destiné au transport civil.
- 29 juillet : premier vol du prototype du chasseur SNCAC NC.1080.

### Août
- août : ouverture de l'École nationale de l'aviation civile à Orly.
- 6 août : premier vol du Brochet MB-40.

### Septembre
- 4 septembre : 
  - premier vol de l'avion de ligne britannique Bristol Brabazon;
  - Premier vol de l'avion expérimental britannique à ailes delta Avro 707.
- 9 septembre : un DC-3 de la Quebec Airways s'écrase à 65 km à l'est de Québec, près de la baie de Sault-au-Cochon. Il s'agit du premier attentat civil aérien en Occident : un horloger de Québec, Albert Guay, avait fait porter une bombe à retardement dans l'appareil pour se débarrasser de sa femme et pouvoir empocher les 10 000 $ d'assurance-vie qu'il lui avait fait contracter.
- 19 septembre : premier vol du turbopropulseur à hélices contrarotatives de lutte anti sous-marine britannique fairey Gannet.
- 21 septembre : record du monde de vitesse sur un avion à réaction du lieutenant-colonel Carl qui atteint 1 120 km/h.
- 30 septembre : fin du pont aérien ravitaillant Berlin, 2,25 millions de tonnes de fret ont été transportées dans la ville.

### Octobre
- 1er octobre ; accident du prototype de l'avion SNCASE SE.1010 dans le Var.
- 13 octobre : création de l'Union aéromaritime de transport (UAT), future UTA.
- 28 octobre : 
  - accident du vol Paris-New York d'Air France aux Açores.
  - premier vol du prototype de bombardier américain Martin XB-51.

### Novembre
- 7 novembre : premier vol de l'hélicoptère Sikorsky S-55.
- 15 novembre : premier vol du bimoteur d'affaire Beechcraft Twin Bonanza.
- 20 novembre : accident aérien de Hurum, en Norvège.